# Isocamenta amitina
Isocamenta amitina är en skalbaggsart som beskrevs av Hermann Julius Kolbe 1910. Isocamenta amitina ingår i släktet Isocamenta och familjen Melolonthidae. Inga underarter finns listade i Catalogue of Life.